# Løgting
Il Løgting (pronuncia: [ˈlœktɪŋɡ]; in danese: Lagtinget) è il parlamento unicamerale delle Fær Øer, una delle tre nazioni costitutive del Regno di Danimarca. Esso si occupa della legislazione sulle isole.
La sede è situata a Tórshavn, il capoluogo amministrativo delle isole.

## Elenco
| Ritratto | Nominativo                          | Durata del mandato |
| -------- | ----------------------------------- | ------------------ |
|          | Oliver Johan Thomas Ludvig Effersøe | 1924 - 1928        |
|          | Edward Esbern Mitens                | 1928 - 1930        |
|          | Oliver Johan Thomas Ludvig Effersøe | 1930 - 1932        |
|          | Johan Martin Fredrik Poulsen        | 1932 - 1936        |
|          | Edward Esbern Mitens                | 1936 - 1940        |
|          | Johan Hendrik Danbjørg              | 1940 - 1943        |
|          | Thorstein Petersen                  | 1943 - 1945        |
|          | Kristian Djurhuus                   | 1945 (ad interim)  |
|          | Thorstein Petersen                  | 1945 - 1946        |
|          | Jákup Frederik Øregaard             | 1946 - 1950        |
|          | Thorstein Petersen                  | 1950               |
|          | Hákun Djurhuus                      | 1950 - 1951        |
|          | Johan Martin Fredrik Poulsen        | 1951 - 1958        |
|          | Jákup Frederik Øregaard             | 1958 - 1963        |
|          | Sámal Petersen                      | 1963 - 1966        |
|          | Jákup Frederik Øregaard             | 1966 - 1978        |
|          | Aksel Agnar Aagaard Nielsen         | 1978 - 1979        |
|          | Jegvan Hilmar Bech                  | 1979 - 1980        |
|          | Jógvan Sundstein                    | 1980 - 1984        |
|          | Jacob Lindenskov                    | 1984 - 1987        |
|          | Niels Jákup Hergeir Nielsen         | 1987 - 1988        |
|          | Jógvan Sundstein                    | 1988 - 1989        |
|          | Niels Jákup Hergeir Nielsen         | 1989 - 1990        |
|          | Jørgin Thomsen                      | 1990 - 1991        |
|          | Anfinn Kallsberg                    | 1991 - 1993        |
|          | Lasse Klein                         | 1993 - 1994        |
|          | Jógvan Ingvard Olsen                | 1994 (ad interim)  |
|          | Marita Petersen                     | 1994 - 1995        |
|          | Jógvan Ingvard Olsen                | 1995 - 1998        |
|          | Finnbogi Ísakson                    | 1998 - 2002        |
|          | Edmund Esbern Johannes Joensen      | 2002 - 2008        |
|          | Niels Jákup Hergeir Nielsen         | 2008 - 2011        |
|          | Jógvan á Lakjuni                    | 2011 -2015         |
|          | Páll á Reynatúgvu                   | 2015 - 2019        |
|          | Jógvan á Lakjuni                    | 2019 - 2022        |
|          | Bjørt Samuelsen                     | 2022 - in carica   |